# Салда (озеро)
Салда (тур. Salda Gölü — кратерне озеро на південно-заході Туреччини району Єшилова провінції Бурдур. Площа поверхні озера — 45 км². Довжина озера — 8 км, ширина — 8 км. Висота над рівнем моря — 1165 м, за іншими даними — 1180 м. Максимальна глибина сягає 196 метрів.

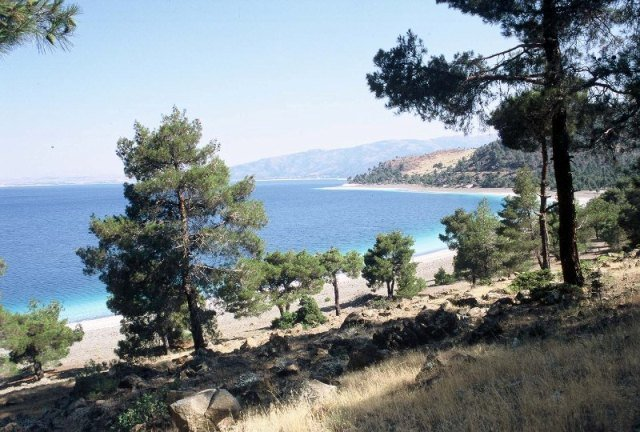
Краєвид на озеро

Озеро оточене горами, складеними карбонатними породами. Площа водозбірного басейну — 147,6 км². Середньорічний рівень опадів в водозборі озера — 435 мм. Водневий показник вод Салди змінюється від 8 до 10 . В озеро впадають два струмка — з півночі та заходу. Північно-східний берег поріслий лісом. На захід від озера розташоване село Салда, на південний схід — місто Єшилова.

## Гідрологічні властивості
Озеро є одним з небагатьох місць, де ще ростуть стародавні строматолітові водорості. Вода озера жорстка і високолужна. Озеро має оліготрофний статус і бідне з точки зору поживних речовин, про що свідчить і мала кількість водоростей
Озеро Салда живиться ґрунтовими і підземними водами. Площа і рівень озера змінюється в залежності від кількості опадів. Основні притоки — струмки Салда (Каракова), Доганбаба, Дог.
Салда і його околиці охороняються як природний об'єкт, що охороняється район першого ступеня.